# Oloplotosus torobo
Cá Kutubu tandan (tên khoa học Oloplotosus torobo) là một loài cá thuộc họ Plotosidae. Chúng là loài đặc hữu của Lake Kutubu in the Kikori River system, Papua New Guinea.